# Mi-fugue mi-raisin
Pour plus de détails, voir Fiche technique et Distribution.
Mi-fugue mi-raisin (Alegre ma non troppo) est une comédie romantique espagnole réalisée par Fernando Colomo, sortie en 1994.

## Synopsis
Pablo est un homosexuel de vingt ans qui veut être musicien pour faire plaisir à sa mère et surtout pour trouver l'amour. Il tombe bientôt amoureux d'un partenaire, mais à cause de son attitude exigeante, il se retrouve bientôt seul à nouveau. Il essaie de se rapprocher d'un trompettiste français de l'Orchestre national des jeunes d'Espagne, mais l'examinateur s'avère être son père, qui vit séparé de sa famille et n'accepte pas les tendances sexuelles de Pablo. Une fois que Pablo échoue à son examen, il se sent très déprimé. Lorsqu'un autre corniste français de Valence n'a pas d'endroit où dormir, Pablo le ramène chez lui. Le lendemain matin, cependant, il trouve une fille nommée Salomé dans son lit.

## Fiche technique
- Titre français : Mi-fugue mi-raisin[2]
- Titre original : Alegre ma non troppo[3]
- Réalisateur : Fernando Colomo
- Scénario : Joaquín Oristrell (es), Fernando Colomo
- Musique : Alexandre Borodine, Edmon Colomer
- Photographie : Fernando Salmones
- Montage : Miguel Ángel Santamaría
- Producteur : Fernando Colomo, Beatriz de la Gándara
- Société de production : Antena 3 Televisión, Fernando Colomo Producciones Cinematográficas S.L.
- Pays de production :  Espagne
- Langue originale : espagnol
- Genre : Comédie romantique
- Durée : 98 minutes
- Dates de sortie : 
  - Espagne : 15 avril 1994
  - France : 23 août 1995

## Distribution
- Penélope Cruz - Salome
- Pere Ponce - Pablo
- Óscar Ladoire - Pablo Padre
- Rosa Maria Sardà - Asun
- Jordi Mollà - Vicente
- Nathalie Seseña - Izaskun
- Edmon Colomer - Raimon
- Andoni Gracia - Pablo
- Boriana Borisova - Boriana Borisova
- Luis Ciges - Abuelo
- Lola Lemos - Abuela
- Jordi Milán - Psiquiatra
- Daniel Schopfer - James
- Ramón Lillo - Le guide

## Production
Il a été tourné à Santander (Cantabrie) et à Tolède.